# Lifewire
Lifewire – amerykańska strona internetowa o tematyce informacyjno-technicznej, jedna z trzech niezależnych marek, której właścicielem jest przedsiębiorstwo Dotdash. Serwis był notowany w rankingu Alexa na miejscu 1138 (2020).
Strona internetowa została utworzona w 2016 roku. W 2017 roku strona znajdowała się w pierwszej dziesiątce stron o tematyce informacyjno-technicznej, osiągnęła ponad sześć milionów unikalnych użytkowników ze Stanów Zjednoczonych każdego miesiąca.